# Bye, bye, lány
A Bye, bye, lány az MC Hawer és Tekknő nevű, mulatós popzenét játszó magyar könnyűzenei duó (Koczka Géza és Benyó Miklós) első közös albuma 2000-ből, amely 12 számot tartalmaz.

## A dalok címe
1. Bye-Bye lány
2. Száz forintnak
3. Piros bicikli
4. Lidi néni
5. Piros volt a paradicsom
6. Eladom a lovamat
7. Lakodalom van a mi utcánkban
8. Végleg a szívügyem maradtál
9. Vörösbort ittam az este
10. Kislány vigyázz
11. Egy szép nyári este
12. 1veleg.